# Ésaque

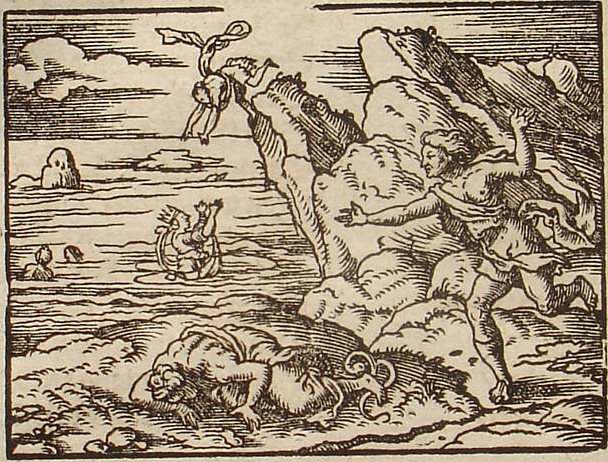
Ésaque et Hespérie, gravure de Virgil Solis pour le livre XI des Métamorphoses d'Ovide, 1563

Dans la mythologie grecque, Ésaque ou Ésacos (en grec ancien Αίσακος / Aísakos, en latin Aesacus) est le fils de Priam et d'Arisbé.
Il reçoit très jeune, de son grand-père maternel Mérops, le don d'interpréter les rêves. Aussi quand Hécube, alors enceinte de Pâris, rêve qu'elle donne le jour à un brandon enflammé qui met le feu à la ville de Troie, Ésaque répond que l'enfant à naître sera la cause de la ruine de la ville et conseille sa mise à mort.
Plus tard la femme aimée d'Ésaque, Hespérie, meurt mordue par un serpent, et fou de chagrin celui-ci se suicide en se jetant dans la mer. Téthys, par pitié, le change en oiseau aquatique.

## Sources
- Pseudo-Apollodore, Bibliothèque [détail des éditions] [lire en ligne] (III, 12, 5).
- Ovide, Métamorphoses [détail des éditions] [lire en ligne] (XI, 763).